# Guillermo Ariel Pereyra
Guillermo Ariel Pereyra (* 20. Februar 1980 in Río Cuarto, Argentinien) ist ein ehemaliger italienisch-argentinischer Fußballspieler.

## Spielerkarriere
Bereits mit 18 Jahren startete Pereyra seine Karriere bei River Plate, für das er von 1998 bis 2003 in fast 100 Spielen auflief. Mit dem argentinischen Spitzenclub aus Buenos Aires holte er vier Meisterschaften (1× Apertura, 3× Clausura).
Im Jahr 2003 wechselte er zu RCD Mallorca. Bei den Spaniern wurde er stets regelmäßig im Mittelfeld eingesetzt und kam auf 122 Ligaspiele, in denen ihm sieben Tore gelangen.
Im März 2008 wurde Pereyras Wechsel zum russischen Erstligisten Lokomotive Moskau bekannt gegeben. Dort spielte er jedoch nur ein Jahr und wechselte im Februar 2009 auf Leihbasis zum Schweizer Spitzenverein BSC Young Boys. In Bern kam er nur selten zum Einsatz und saß meist auf der Ersatzbank. Im Sommer 2009 kehrte er nach Moskau zurück, wurde jedoch kurz darauf zum spanischen Zweitligisten Real Murcia transferiert. In Murcia war er zunächst Stammspieler, fiel aber häufiger aus. In der zweiten Hälfte der Saison 2009/10 kam er meist als Einwechselspieler zum Zuge. Am Saisonende musste er mit seiner Mannschaft absteigen.
Im Sommer 2010 kehrte Pereyra nach Argentinien zurück, wo er sich CA San Lorenzo de Almagro anschloss. Im Jahr 2011 beendete er seine Laufbahn.

## Titel
- 1999 – River Plate – Apertura
- 2000 – River Plate – Clausura
- 2002 – River Plate – Clausura
- 2003 – River Plate – Clausura